# Bradysia chunguii
Bradysia chunguii är en tvåvingeart som beskrevs av Yang, Zhang och Yang 1993. Bradysia chunguii ingår i släktet Bradysia och familjen sorgmyggor.
Artens utbredningsområde är Guizhou (Kina). Inga underarter finns listade i Catalogue of Life.